# 영인문학관
영인문학관(寧仁文學館)은 서울특별시 종로구 평창동에 위치한 문학 박물관이다. 이어령, 강인숙 부부가 설립하였다.

## 같이 보기
- 대한민국의 박물관과 미술관 목록